# Kjeldsenia aureispora
Kjeldsenia aureispora är en svampart som beskrevs av W. Colgan, Castellano & Bougher 1995. Kjeldsenia aureispora ingår i släktet Kjeldsenia och familjen Claustulaceae.   Inga underarter finns listade i Catalogue of Life.